# 2,4-dichloorfenol
2,4-dichloorfenol is een organische chloorverbinding met als brutoformule C6H4Cl2O. Ze bestaat uit kleurloze kristallen met een kenmerkende geur. De stof wordt voornamelijk gebruikt bij de bereiding van het herbicide 2,4-dichloorfenoxyazijnzuur.

## Toxicologie en veiligheid
De stof vormt bij verbranding een corrosief gas (waterstofchloride). Bij verhitting worden giftige dampen gevormd en ze reageert hevig met sterke oxidatiemiddelen. De damp is zwaarder dan lucht en kan zich via de grond verspreiden.